# Thumbelina (Pollicina)
Thumbelina (Pollicina) (Thumbelina)  è un film d'animazione statunitense del 1994 distribuito dalla Warner Bros., diretto da Don Bluth e Gary Goldman, basato sulla fiaba Mignolina di Hans Christian Andersen. Uscì nei cinema americani il 30 marzo 1994 e in quelli italiani il 15 ottobre 1994. In Italia è stato anche distribuito in DVD e Blu-ray come Hans Christian Andersen - Pollicina e in streaming su Disney+ come Pollicina.

## Trama
Una signora senza marito sogna di avere una bambina. Chiede aiuto a una strega buona, che le dona un chicco d'orzo dicendole di piantarlo in un vaso e innaffiarlo. La donna così fa, e nasce un fiore che schiudendosi dà alla luce una fanciulla già adolescente grande come un pollice, caratteristica che ispira alla madre il nome per la figlia. Pollicina è amata da tutti gli amici animali della fattoria dove vive e dalla madre, ma sogna un giorno di poter trovare l'amore nonostante le piccole dimensioni che avrebbe conservato per tutta la vita.
In una sera di inizio autunno, mentre il re delle fate Dagoberto e la sua consorte Sofonisba indorano le foglie degli alberi per la nuova stagione, il loro unico figlio, il principe Cornelius, si allontana e viene attratto dal canto di Pollicina. Entra dalla finestra, cerca di parlarle ma inizialmente Pollicina si spaventa, finché si accorge che Cornelius è in realtà una fata simile a quelle che sono disegnate sui suoi libri di fiabe ed è felice di non essere l'unica al mondo così piccola. Tra i due giovani è amore a prima vista, e Cornelius la porta con sé sul suo bombo, che usa come mezzo di trasporto. Mentre lui le dichiara il suo amore con una canzone "Vieni via con me", Pollicina viene notata da un gruppo di ranocchie canterine per la sua bellissima voce, e uno dei ranocchi si innamora di lei.
Cornelius riaccompagna  a casa  Pollicina , e le dona il suo anello come pegno del suo amore promettendo di tornare l'indomani. Il principe mantiene la promessa, ma apprende dal cane di Pollicina che la ragazza è stata rapita dai ranocchi e parte per andare a cercarla. Il gruppo di rane che ha rapito Pollicina è composto da una madre, Ranoquita, e dai suoi tre figli adulti. Le rane si rivelano essere degli artisti da strada e affermano di voler portare la ragazza in tournée con loro. Pollicina è inizialmente entusiasta, finché la mamma ranocchio non le dice che lei deve sposare suo figlio El Rambito. A niente serve spiegare che Pollicina è fidanzata, e le rane se ne vanno per organizzare il matrimonio lasciandola sola su una foglia di ninfea. Pollicina, sola e scoraggiata, incontra Jacquimo, un gentile rondone che la rincuora e le spiega che niente è impossibile credendoci con il cuore e la ragazza si mette in viaggio sperando di trovare casa sua.
Nel frattempo, Cornelius avverte i genitori che partirà per cercare Pollicina, nonostante stia per sopraggiungere l'inverno, e il ranocchio El Rambito si accorge che colei che avrebbe voluto sposare è sparita e parte anch'esso a cercarla. Nel suo vagabondare, Pollicina incontra Porfirio, un maggiolino playboy che dimostra subito interesse per la sua bellezza e per la sua voce. Lei coglie l'occasione per persuaderlo a portarla in alto in modo da poter vedere se è vicina a casa, ma il tentativo fallisce e lui la costringe a partecipare a uno show di insetti truccandola come una farfalla. Durante lo spettacolo tutti si accorgono che Pollicina non è una vera farfalla e Porfirio stesso la caccia via.
Intanto El Rambito viene a sapere da alcuni piccoli insetti, amici di Pollicina e Jacquimo, che lei è stata rapita da Porfirio. Pollicina, ferita dal maggiolino, ritrova fiducia in sé stessa grazie a Jaquimo, che la rassicura per la seconda volta, e le promette che troverà per lei la Valle delle Fate e parte per chiedere informazioni su questo luogo, incurante del freddo dell'inverno. Cornelius scopre cosa è successo a Pollicina e nello stesso momento El Rambito obbliga Porfirio ad aiutarlo a tendere una trappola a Cornelius. A causa del gelo invernale, Cornelius cade in un ruscello che lo congela ibernandolo. Il principe viene ritrovato da Porfirio, che lo porta al ranocchio.
Pollicina, anch'essa mezza congelata dal freddo, viene salvata da Zia Carolina, una topolina che le offre ospitalità. La topolina, amante dei pettegolezzi e informata sulle vicende di Pollicina, crede che Cornelius sia morto e dà la notizia alla ragazza, che, dopo l'iniziale disperazione, viene presentata al signor Talpon, una ricca talpa vicina di tana, che resta subito colpito dalla bravura della giovane nel raccontare storie e dalla sua abilità nel canto e chiede a zia Carolina se sia possibile sposarla. Pollicina scopre che non lontano dalla tana di Talpon c'è un uccello privo di sensi, ferito, che subito riconosce come Jacquimo, con una spina conficcata in un'ala. Pollicina, non potendo trattenersi, decide di fargli visita più tardi.
Porfirio informa El Rambito della sorte di Pollicina, e il ranocchio in preda all'ira lascia incustodito il blocco di ghiaccio dove è rinchiuso Cornelius, che prontamente viene recuperato da alcuni amichetti di Pollicina e scongelato. Sotto terra, Carolina vuol convincere la sua giovane ospite che sposare il signor Talpon sia la cosa più saggia che potrebbe fare: lui è ricco, rispettato, istruito, ma Pollicina è ancora innamorata di Cornelius e decide di parlarne con Jacquimo; è quasi intenzionata ad accettare la proposta di Talpon perché spera che lui si prenda cura di lei ed è ormai scoraggiata nei confronti del mondo intero, ma Jacquimo, una volta che Pollicina gli toglie la spina dall'ala, parte di nuovo senza ascoltare quello che lei vuol dirgli.
Il giorno del matrimonio con Talpon, a Pollicina sembra di rivedere Cornelius nell'anello che lui le donò la sera del loro primo incontro. Al momento del "sì" Pollicina ci ripensa, e in quell'istante dal soffitto arriva El Rambito che cerca di rapirla di nuovo. Cornelius, che si è ripreso dal congelamento, mentre Pollicina fugge dalla cerimonia, affronta in un duello El Rambito e alla fine entrambi precipitano in un abisso. Pollicina, raggiunta la superficie, è felice alla vista del sole dopo mesi di buio nella tana di Zia Carolina e ritrova il suo amico Jacquimo, che le annuncia di aver trovato la Valle delle Fate, e la conduce in quello che per Pollicina altro non è che un campo di erbacce.
Il rondone invita l'amica a cantare e riesce a persuaderla nonostante la titubanza. Per magia, la voce di Pollicina inizia a rompere il ghiaccio sui rami, ma lei non se ne accorge ed è ormai delusa e rassegnata ad aver perso il suo amore, quando d'un tratto lei smette di cantare e sente la voce di Cornelius dedicarle la stessa melodia della loro canzone. Cornelius, che si era salvato dalla caduta, le corre incontro e le chiede di sposarlo. Quando Pollicina accetta, iniziano a nascere dei fiori intorno a loro e a lei spunta un paio di ali.
La vicenda si conclude con il matrimonio di Pollicina e Cornelius, che partono insieme sul Bombo. Le immagini dei titoli di coda rivelano che Porfirio ha ripreso le sue ali; El Rambito sposa un rospo femmina; e il signor Talpon sposa zia Carolina.

## Personaggi
- Pollicina: è una bambina nata per magia da un fiore donato a sua madre da una strega. Dolce e romantica sognatrice, soffre per le sue piccole dimensioni, temendo di non trovare mai un compagno della sua statura, finché si innamora del principe Cornelius, ma è costretta a vivere molte disavventure prima di coronare il suo sogno d'amore.
- Il principe Cornelius: è il figlio del re e della regina delle fate. Ha 16 anni, ed è giovane, coraggioso e affascinante. Innamorato di Pollicina che non esita ad affrontare l'inverno per ritrovarla. Ha l'abitudine di usare un bombo come se fosse una moto.
- Jaquimo: un saggio rondone con l'accento francese amico di Pollicina. Ridà la speranza a Pollicina ogni volta che lei si scoraggia e l'aiuta a ricongiungersi a Cornelius. È l'aiutante di Pollicina.
- Baby Bug, Gnatty e Apina: tre amici di Jaquimo, Pollicina e del principe Cornelius, sono i piccoli insetti che aiutano Pollicina e scongelano Cornelius. Sono presenti anche al matrimonio dei due giovani.
- La madre di Pollicina: il desiderio di avere una bambina la conduce a ricorrere alla magia, è una donna dolce e gentile.
- El Rambito: è un giovane ranocchio che si innamora di Pollicina la prima volta che la vede e decide di sposarla, cosa che cerca di fare a tutti i costi fino a venire sconfitto in combattimento dal principe Cornelius. In una scena dei crediti si scopre che si è sposato con una ranocchia.
- Porfirio: è un maggiolino proprietario di un locale per insetti che aiuterà El Rambito a ritrovare Pollicina e ad allontanarla dal principe, però venendo costretto da quest'ultimo che oltre a malmenarlo gli toglie anche le ali. Durante una scena dei crediti si nota che le ha riottenute.
- Signor Talpon: è un avido e ricchissimo talpone che vorrebbe sposare Pollicina ma viene abbandonato da questa sull'altare. Egli è attaccato ai suoi oggetti di valore e odia il sole e il canto degli uccelli. Alla fine diventa il consorte di Zia Carolina.
- Regina Sofonisba: è l'apprensiva madre di Cornelius, regina delle fate.
- Re Dagoberto: è il padre di Cornelius e re delle fate. Per niente apprensivo nei confronti del figlio.
- Ranoquita: è una famosa cantante con tre figli d'arte, nota subito il grande talento canoro di Pollicina e acconsente al matrimonio di lei con il figlio El Rambito per poter tenere in famiglia i soldi che la ragazza avrebbe guadagnato.
- Zia Carolina: è una topolina pettegola che si prende cura di Pollicina per l'inverno e cerca di persuaderla a sposare il signor Talpon, anche se probabilmente lei stessa avrebbe voluto sposarlo per la sua ricchezza. In una scena dei crediti si vede che alla fine lo ha sposato.

## Distribuzione

### Data di uscita
- 30 marzo 1994 negli Stati Uniti
- 1º luglio in Brasile (A Polegarzinha) e Irlanda
- 6 luglio in Francia (Poucelina)
- 7 luglio in Germania (Däumeline)
- 8 luglio in Spagna (Pulgarcita)
- 15 luglio in Portogallo (A Polegarzinha)
- 21 luglio nei Paesi Bassi (Duimelijntje), Danimarca (Tommelise) e Finlandia (Peukalo-Liisa)
- 29 luglio nel Regno Unito e Svezia (Tummelisa)
- 25 agosto in Ungheria (Hüvelyk Panna)
- 26 agosto in Estonia (Pöial-Liisi)
- 15 settembre in Australia
- 15 ottobre in Italia[1]
- 17 dicembre in Giappone (おやゆび姫 サンベリーナ)

### Edizione italiana
Il doppiaggio italiano è stato eseguito dalla C.D.C. su direzione di Manlio De Angelis e dialoghi di Elettra Caporello.

### Edizioni home video
Il film viene distribuito in VHS dalla Warner Home Video negli Stati Uniti il 26 luglio 1994 e in Italia nel novembre 1995. La prima edizione DVD del film uscì negli Stati Uniti il 21 marzo 1999 e in Italia nel dicembre 1999 dalla Warner Home Video. Il DVD del film è stato ridistribuito negli Stati Uniti il 19 febbraio 2002 e in Italia dalla 20th Century Fox Home Entertainment del 2003, con il titolo Thumbelina - Pollicina. La prima edizione Blu-ray Disc è uscita in Italia nel 2011, insieme a una riedizione DVD, con il titolo Hans Christian Andersen - Pollicina e negli Stati Uniti il 6 marzo 2012.

### Streaming
In seguito all'acquisizione della 20th Century Fox da parte della Disney, il film è presente su Disney+ con il titolo Pollicina.

## Accoglienza

### Incassi
Il film è stato un fallimento economico: è costato 28 milioni di dollari e ne ha incassati soltanto circa 11. Inoltre il film ha vinto un Razzie Award per la Peggior canzone originale con Sposa il Talpon di Zia Carolina.

### Critica
Su Rotten Tomatoes il film detiene un voto del 28% basato su 11 recensioni, con un voto medio del 5,17 su 10.
La critica italiana non ha apprezzato il film. Maurizio Porro, ne Il Corriere della Sera, il 19 ottobre 1994 scrive che nonostante il film non sia noioso i punti toccati sono però già noti, a partire dalla morale, va' dove ti porta il cuore. Gian Luigi Rondi, ne Il Tempo, il 25 ottobre 1994, dimostra di apprezzare i personaggi animali ma non quelli umani: «Pollicina è più leziosa di Biancaneve e il suo Principe Azzurro imita, nell'aspetto e nei modi certi noti attori hollywoodiani in presunzione di belli».
Alessandra Levantesi afferma ne La Stampa, il 31 ottobre 1994, che i personaggi non sono né simpatici né calorosi, ma stereotipati e lontani dalla poetica di Andersen e scrive di non apprezzare particolarmente neanche le musiche.
Nei personaggi che incontra Pollicina si possono riconoscere delle rappresentazioni dell'amore in cui ci si può imbattere nella vita. Porfirio è il simbolo del desiderio superficiale, della semplice infatuazione pronta a spegnersi in poco tempo; nel ranocchio El Rambito si legge la ricerca di un amore possessivo e immaturo, perché non tiene conto dei desideri dell'altro. Il Signor Talpon rappresenta l'amore "comodo", quello che serve a sistemarsi la vita senza provare dei veri sentimenti. Jaquimo è l'amore romantico dell'amico che vuol bene ma sa che la felicità di Pollicina non è possibile al suo fianco, e fa di tutto perché possa ritrovare il suo vero amore, Cornelius, il principe azzurro della fiaba che sconfigge ogni cattivo, il simbolo del vero amore ricambiato che dura per sempre.